# Lagos International 2018
Die Lagos International 2018 im Badminton fanden vom 18. bis zum 21. Juli 2018 in Lagos statt.

## Sieger und Platzierte
| Disziplin    | Gold                           | Silber                            | Bronze                                  |
| ------------ | ------------------------------ | --------------------------------- | --------------------------------------- |
| Herreneinzel | Misha Zilberman                | Misbun Ramdan Mohmed Misbun       | Siddharath Thakur                       |
| Herreneinzel | Misha Zilberman                | Misbun Ramdan Mohmed Misbun       | Siril Verma                             |
| Dameneinzel  | Ksenia Polikarpova             | Sri Krishna Priya Kudaravalli     | Dorcas Ajoke Adesokan                   |
| Dameneinzel  | Ksenia Polikarpova             | Sri Krishna Priya Kudaravalli     | Riya Mookerjee                          |
| Herrendoppel | Manu Attri B. Sumeeth Reddy    | Vaibhaav Prakash Raj S.           | Utkarsh Arora Vighnesh Devlekar         |
| Herrendoppel | Manu Attri B. Sumeeth Reddy    | Vaibhaav Prakash Raj S.           | Ade Resky Dwicahyo Azmy Qowimuramadhoni |
| Damendoppel  | Kuhoo Garg Riya Mookerjee      | Harika Veludurthi Karishma Wadkar | Adriana F. Gonçalves Sónia Gonçalves    |
| Damendoppel  | Kuhoo Garg Riya Mookerjee      | Harika Veludurthi Karishma Wadkar | Iyanuoluwa Olukayode Faridah Umar       |
| Mixed        | Manu Attri Maneesha Kukkapalli | Rohan Kapoor Kuhoo Garg           | Vighnesh Devlekar Harika Veludurthi     |
| Mixed        | Manu Attri Maneesha Kukkapalli | Rohan Kapoor Kuhoo Garg           | Utkarsh Arora Karishma Wadkar           |